# Anlage für Nullleistungsexperimente
Die Anlage für Nullleistungsexperimente (ANEX) war ein Forschungsreaktor, der von 1964 bis 1975 auf dem Gelände des GKSS-Forschungszentrums in Geesthacht betrieben wurde. Der Nullleistungsreaktor mit einer Leistung von 100 Watt wurde ausschließlich zu Forschungszwecken genutzt.

## Geschichte
Die Anlage für Nullleistungsexperimente wurde im Mai 1964 als letzter der drei Kernreaktoren am GKSS-Forschungszentrum in Betrieb genommen. Sechs Jahre zuvor hatte der Forschungsreaktor FRG-1 seinen Betrieb aufgenommen, im Jahr zuvor war der Forschungsreaktor FRG-2 hinzugekommen.
Bei der Anlage handelte es sich um eine kritische Anordnung mit einer maximalen thermischen Leistung von 100 Watt. Der maximale thermische Neutronenfluss betrug 2 · 108 n/cm2 s. Der Reaktor wurde zunächst für Vortests von Brennelementen, die im Reaktor des Nuklearschiffs Otto Hahn eingesetzt werden sollten, verwendet. In späteren Jahren wurden an ihm Tests zu Brennstabanordnungen anderer Reaktoranlagen durchgeführt.
Nach elfjährigem Betrieb wurde der Forschungsreaktor am 5. Februar 1975 wieder abgeschaltet. Unmittelbar nach der Abschaltung wurde der Reaktor abgebaut und alles radioaktive Material entfernt. Die Genehmigung zur Stilllegung wurde am 19. März 1979 erteilt, die Stilllegung selbst erfolgte dann im Januar 1980.